# Euphorbia thulinii
Euphorbia thulinii là một loài thực vật thuộc họ Euphorbiaceae. Đây là loài đặc hữu của Somalia, và hiện đang bị đe dọa vì mất môi trường sống.